# 달의 자기장

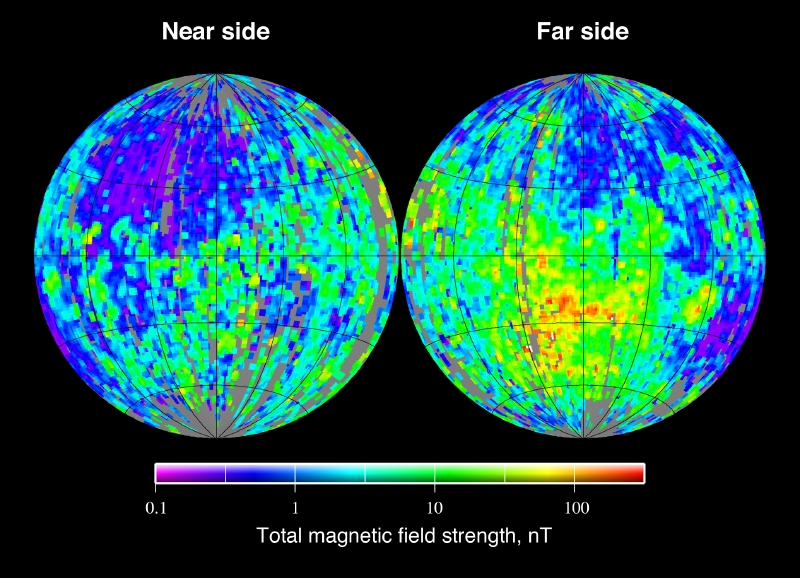
달표면의 전체 자기장, 전자 반사 계측실험.

달의 자기장은 지구의 그것에 비해 매우 약하다. 다른 주요 차이는 달의 현재 쌍극자 자기장을 지니지 않다. 변하는 자기장은 거의 달의 지각에 근원이 있다.
지각의 자기장이 달의 역사 초기에 다이너모가 작동할 때 얻어져 아직 유지되고 있다는 설이 있다. 그러나 달의 핵이 적어서 이 이론에 방해가 된다.
다른 설은 달과 같은 공기가 없는 천체에서는 순간적인 자기장이 충돌 사건으로 생성될 수 있다는 것이다. 그러한 현상은 들어오는 자기장이 있을 때, 달 주위의 충돌에 의해 생성된 플라즈마 구름의 자유 팽창의 결과로 나타날 수 있다고 주장되었다.
달이 공전함에 따라 지구의 자기 꼬리를 약 6일간 통과한다. 플라즈마와 상호작용은 달의 표면을 음으로 하전되게 한다.